# Senegal op de Olympische Zomerspelen 1980
Senegal nam deel aan de Olympische Zomerspelen 1980 in Moskou, Sovjet-Unie. Net zoals bij hun vorige deelnames werden er geen medailles gewonnen.

## Deelnemers en resultaten

### Atletiek
| Olympiër                                                                               | Discipline             | Resultaat | Prestatie                                          |
| -------------------------------------------------------------------------------------- | ---------------------- | --------- | -------------------------------------------------- |
| Boubacar Diallo                                                                        | 100m (m)               | 41e       | serie 6: 6de in 10,75                              |
| Momar N'Dao                                                                            | 100m (m)               | 38e       | serie 2: 4de in 10,73                              |
| Boubacar Diallo                                                                        | 200m (m)               | 21e       | serie 7: 4de in 21,56 kwartfinale 4: 7de in 21,10  |
| Cheikh Touradou Diouf                                                                  | 200m (m)               | 36e       | serie 3: 5de in 21,89                              |
| Boubacar Diallo                                                                        | 400m (m)               | DNS       | serie 7: niet gestart                              |
| Abdoulaye Sarr                                                                         | 110m horden (m)        | 17e       | serie 2: 6de in 14,57                              |
| Boubacar Diallo Cheikh Touradou Diouf Issa Fall Diong Gomis Momar N'Dao Abdoulaye Sarr | 4x100m (m)             | 13e       | serie 1: 6de in 40,25                              |
| Doudou N'Diaye                                                                         | verspringen (m)        | 19e       | kwalificatie groep B: 6de met 7,66m                |
| Abdoulaye Samba Diallo                                                                 | hink-stap-springen (m) | 15e       | kwalificatie groep A: 8ste met 15,68m              |
| Moussa Sagna Fall                                                                      | hoogspringen (m)       | 27e       | kwalificatie groep B: 12de met 2,10m               |
|                                                                                        |                        |           |                                                    |
| Marième Boye                                                                           | 100m (v)               | 33e       | serie 2: 6de in 12,42                              |
| Françoise Damado                                                                       | 100m (v)               | 29e       | serie 3: 6de in 12,16                              |
| Françoise Damado                                                                       | 200m (v)               | 24e       | serie 6: 5de in 24,45 kwartfinale 1: 8ste in 24,80 |
| Marième Boye                                                                           | 400m (v)               | 32e       | serie 3: 7de in 55,16                              |

### Basketbal
| Olympiër | Discipline | Resultaat | Prestatie |
| --- | ---------- | --------- | --- |
| Bassirou Badji Yaya Cissokho Omar Dia Mamadou Diop Moustafa Diop Mathieu Faye Moussa M'Bengue Adramé N'Diaye Mandiaye N'Diaye Modou Sady Diagne Yamar Samb Modou Tall | mannen     | 11e       | groep B: 4de V van Joegoslavië: 67-104 V van Spanje: 65-94 V van Polen: 64-84 7-12de plek: 5de V van Zweden: 64-70 W van India: 81-59 V van Australië: 64-95 V van Tsjecho-Slowakije: 72-88 |

| Groep B |             |             |             |             |        |        |        |        |
| #       | Land        | Wedstrijden | Wedstrijden | Wedstrijden | Punten | Punten | Punten | Punten |
| #       | Land        | G           | W           | V           | V      | T      | Saldo  | Punten |
| 1       | Joegoslavië | 3           | 3           | 0           | 328    | 249    | +79    | 6      |
| 2       | Spanje      | 3           | 2           | 1           | 289    | 241    | +48    | 5      |
| 3       | Polen       | 3           | 1           | 2           | 256    | 297    | -41    | 4      |
| 4       | Senegal     | 3           | 0           | 3           | 196    | 282    | -86    | 3      |

| Ronde      | Datum  | Plaats  | Land   | Score       | Land |
| ---------- | ------ | ------- | ------ | ----------- | ---- |
| Groepsfase |        |         |        |             |      |
| 21 juli    | Moskou | Senegal | 67-104 | Joegoslavië |      |
| 22 juli    | Moskou | Senegal | 65-94  | Spanje      |      |
| 23 juli    | Moskou | Senegal | 64-84  | Polen       |      |

| 7-12de plek |                   |             |             |             |            |            |            |        |
| #           | Land              | Wedstrijden | Wedstrijden | Wedstrijden | Doelpunten | Doelpunten | Doelpunten | Punten |
| #           | Land              | G           | W           | V           | V          | T          | Saldo      | Punten |
| 1           | Polen             | 5           | 4           | 1           | 453        | 359        | +94        | 9      |
| 2           | Australië         | 5           | 4           | 1           | 417        | 381        | +35        | 9      |
| 3           | Tsjecho-Slowakije | 5           | 3           | 2           | 474        | 377        | +97        | 8      |
| 4           | Zweden            | 5           | 3           | 2           | 375        | 341        | +34        | 8      |
| 5           | Senegal           | 5           | 1           | 4           | 345        | 396        | -51        | 6      |
| 6           | India             | 5           | 0           | 5           | 329        | 539        | -210       | 5      |

| Ronde      | Datum  | Plaats            | Land  | Score     | Land |
| ---------- | ------ | ----------------- | ----- | --------- | ---- |
| Groepsfase |        |                   |       |           |      |
| 25 juli    | Moskou | Zweden            | 70-64 | Senegal   |      |
| 26 juli    | Moskou | Senegal           | 81-59 | India     |      |
| 27 juli    | Moskou | Senegal           | 64-95 | Australië |      |
| 28 juli    | Moskou | Tsjecho-Slowakije | 88-72 | Senegal   |      |

### Judo
| Olympiër         | Discipline      | Resultaat | Prestatie |
| ---------------- | --------------- | --------- | --- |
| Boubacar Sow     | -60kg (m)       | 19e       | 1ste ronde: V van BRA Shinohara: waza-ari                                                                          |
| Djibril Sambou   | -65kg (m)       | 11e       | 1ste ronde: W van CMR Tom-Tam: yuko 2de ronde: W van GUI Diallo: ippon kwartfinale: V van POL Pawłowski: ippon     |
| Niokhor Diongue  | -71kg (m)       | 10e       | 1ste ronde: W van LIB Roukoz: ippon 2de ronde: W van IRL Henderson: waza-ari kwartfinale: V van GDR Lehmann: ippon |
| Karim Badiane    | -78kg (m)       | 17e       | 1ste ronde: V van GDR Heinke: koka                                                                                 |
| Ankiling Diabone | -86kg (m)       | 13e       | 1ste ronde: W van SYR Saad: ippon 2de ronde: V van BRA Carmona: ippon                                              |
| Alassane Thioub  | -95kg (m)       | 19e       | 1ste ronde: V van YUG Kušić: ippon                                                                                 |
| Abdoulaye Kote   | +95kg (m)       | 10e       | 1ste ronde: vrij 2de ronde: V van SUI Zinniker: waza-ari                                                           |
| Abdoulaye Kote   | open klasse (m) | 10e       | 1ste ronde: vrij 2de ronde: V van MGL Tsend-Ayuush: koka                                                           |

### Worstelen
| Olympiër         | Discipline  | Resultaat   | Prestatie |
| Vrije stijl      | Vrije stijl | Vrije stijl | Vrije stijl |
| ---------------- | ----------- | ----------- | --- |
| Amadou Katy Diop | -90kg (m)   | 10e         | 1ste ronde: V van POL Cichoń: val 2de ronde: W van AFG Shudzandin: 7-4 3de ronde: V van FRA Andanson: val                               |
| Ambroise Sarr    | -100kg (m)  | 19e         | 1ste ronde: W van CMR Binelli: val 2de ronde: V van HUN Bodó: gediskwalificeerd 3de ronde: V van BUL Chervenkov: val                    |
| Mamadou Sakho    | +100kg (m)  | 6e          | 1ste ronde: W van MGL Bakhyt: 10-1 2de ronde: V van GDR Gehrke: val 3de ronde: W van CUB Díaz: opgave 4de ronde: V van URS Andiyev: val |

Afghanistan · Algerije · Andorra · Angola · Australië · België · Benin · Birma · Botswana · Brazilië · Bulgarije · Colombia · Congo-Brazzaville · Costa Rica · Cuba · Cyprus · Denemarken · Dominicaanse Republiek · Duitse Democratische Republiek · Ecuador · Ethiopië · Finland · Frankrijk · Griekenland · Groot-Brittannië · Guatemala · Guinee · Guyana · Hongarije · Ierland · IJsland · India · Irak · Italië · Jamaica · Joegoslavië · Jordanië · Kameroen · Koeweit · Laos · Lesotho · Libanon · Liberia · Libië · Luxemburg · Madagaskar · Mali · Malta · Mexico · Mongolië · Mozambique · Nederland · Nepal · Nicaragua · Nieuw-Zeeland · Nigeria · Noord-Korea · Oeganda · Oostenrijk · Peru · Polen · Portugal · Puerto Rico · Roemenië · San Marino · Senegal · Seychellen · Sierra Leone · Sovjet-Unie · Spanje · Sri Lanka · Syrië · Tanzania · Trinidad en Tobago · Tsjecho-Slowakije · Venezuela · Vietnam · Zambia · Zimbabwe · Zweden · Zwitserland